# Ковачевци (Перникская область)
Ковачевци (болг. Ковачевци) — село в Болгарии. Находится в Перникской области, входит в общину Ковачевци. Население составляет 441 человек.
Здесь родился Георгий Димитров.

## Политическая ситуация
Кмет (мэр) общины Ковачевци — Йордан Стефанов Миланов (Политическое движение социал-демократов (ПДСД)) по результатам выборов в правление общины 2007 года.